# Mission—Port Moody
Mission—Port Moody est une ancienne circonscription électorale fédérale de la Colombie-Britannique, représentée de 1979 à 1988.
La circonscription de Mission—Port Moody est créée en 1976 avec des parties de Fraser Valley East et Fraser Valley-Ouest. Abolie en 1987, elle est redistribuée parmi Mission—Coquitlam et Port Moody—Coquitlam.

## Géographie
En 1976, la circonscription de Mission—Port Moody comprenait:
- Le district régional de Dewdney-Alouette
- La partie nord-ouest du grand Vancouver

## Députés
1. 1979-1983 — Mark Rose, NPD
2. 1983-1988 — Gerry St. Germain, PC

- NPD = Nouveau Parti démocratique
- PC = Parti progressiste-conservateur